# Xertigny
Xertigny ([ɡzɛʁtiɲi]  ou [sɛʁtiɲi]) est une commune française située dans le département des Vosges, en région Grand Est.
Ses habitants sont couramment appelés les Xertinois(es). L'appellation savante de Certiniaciens est aujourd'hui inusitée.

## Géographie

### Localisation
Xertigny se situe sur le plateau de la Vôge à 17 km au sud d'Épinal, à 19 km à l'ouest de Remiremont et à 12 km au nord-est de Bains-les-Bains.
Écarts et lieudits
- Moyenpal, Granges, Amerey, la Gare, le Charmois, la Regingotte, le Bozet, les Granges Richard, Rasey, le Roulier, Blanc Murger.

### Géologie et relief
Le territoire non bâti se partage entre prairies et forêts, ces dernières couvrant plus de 1 800 ha.
| Uzemain Charmois-l'Orgueilleux | Hadol                | Hadol                       |
| La Chapelle-aux-Bois           | Xertigny             | Raon-aux-Bois Bellefontaine |
| Le Clerjus                     | Plombières-les-Bains | Bellefontaine               |

### Hydrographie et les eaux souterraines
Hydrogéologie et climatologie : d’information pour la gestion des eaux souterraines du bassin Rhin-Meuse :
Territoire communal : Occupation du sol (Corinne Land Cover); Cours d'eau (BD Carthage),
Géologie : Carte géologique; Coupes géologiques et techniques,
 Hydrogéologie : Masses d'eau souterraine; BD Lisa; Cartes piézométriques.
La commune est située dans le bassin versant de la Saône au sein du bassin Rhône-Méditerranée-Corse. Elle est drainée par le Coney, la Semouse, l'Aitre, le Bagnerot, le ruisseau de Cône, le ruisseau du Roulier, le ruisseau de Rupt Guene et le ruisseau du Rechentreux.
Le Côney, d'une longueur totale de 55,2 km, prend sa source dans la commune de Dounoux et se jette  dans le canal de l'Est à Corre, après avoir traversé 20 communes.
La Semouse, d'une longueur totale de 41 km, prend sa source dans la commune de Bellefontaine et se jette dans la Lanterne à Conflans-sur-Lanterne, après avoir traversé 15 communes.
L'Aitre, d'une longueur totale de 10,7 km, est entièrement situé sur le territoire communal. Il prend sa source dans le bois Beaudin, en limite sud-est du bourg, s'écoule vers le nord-ouest et se jette dans le canal de l'Est, en limite de commune avec Charmois-l'Orgueilleux.
Le Bagnerot, d'une longueur totale de 13,4 km, prend sa source dans la commune  et se jette  dans le Côney à La Vôge-les-Bains, après avoir traversé quatre communes.
Le ruisseau de Cône, d'une longueur totale de 12,4 km, prend sa source dans la commune de Bellefontaine et se jette dans le Côney sur la commune, après avoir traversé cinq communes.

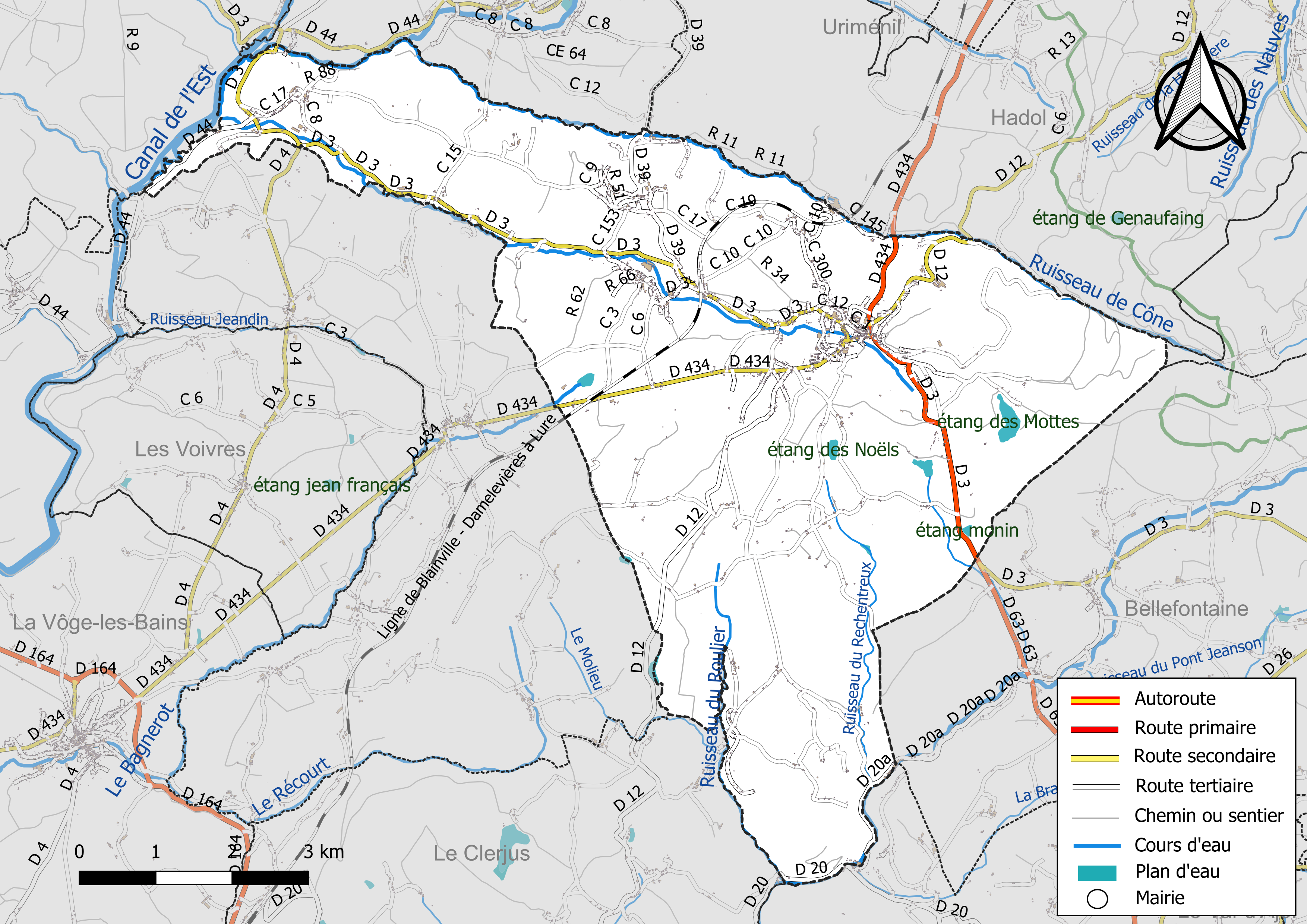
Réseaux hydrographique et routier de Xertigny.

La qualité des cours d’eau peut être consultée sur un site dédié géré par les agences de l’eau et l’Agence française pour la biodiversité.

### Climat
Pour des articles plus généraux, voir Climat du Grand Est et Climat des Vosges.
En 2010, le climat de la commune est de type climat de montagne, selon une étude du Centre national de la recherche scientifique s'appuyant sur une série de données couvrant la période 1971-2000. En 2020, Météo-France publie une typologie des climats de la France métropolitaine dans laquelle la commune est exposée à un climat semi-continental et est dans la région climatique  Lorraine, plateau de Langres, Morvan, caractérisée par un hiver rude (1,5 °C), des vents modérés et des brouillards fréquents en automne et hiver. 
Pour la période 1971-2000, la température annuelle moyenne est de 8,8 °C, avec une amplitude thermique annuelle de 16,3 °C. Le cumul annuel moyen de précipitations est de 1 307 mm, avec 13,3 jours de précipitations en janvier et 11,1 jours en juillet. Pour la période 1991-2020, la température moyenne annuelle observée sur la station météorologique de Météo-France la plus proche, « Bains », sur la commune de La Vôge-les-Bains à 12 km à vol d'oiseau, est de 10,5 °C et le cumul annuel moyen de précipitations est de 1 356,7 mm. 
La température maximale relevée sur cette station est de 40,8 °C, atteinte le 25 juillet 2019 ; la température minimale est de −21,4 °C, atteinte le 24 décembre 2001,,. 
Les paramètres climatiques de la commune ont été estimés pour le milieu du siècle (2041-2070) selon différents scénarios d'émission de gaz à effet de serre à partir des nouvelles projections climatiques de référence DRIAS-2020. Ils sont consultables sur un site dédié publié par Météo-France en novembre 2022.

## Urbanisme

### Typologie
Au 1er janvier 2024, Xertigny est catégorisée commune rurale à habitat dispersé, selon la nouvelle grille communale de densité à sept niveaux définie par l'Insee en 2022.
Elle est située hors unité urbaine. Par ailleurs la commune fait partie de l'aire d'attraction d'Épinal, dont elle est une commune de la couronne,. Cette aire, qui regroupe 118 communes, est catégorisée dans les aires de 50 000 à moins de 200 000 habitants,.

### Occupation des sols
L'occupation des sols de la commune, telle qu'elle ressort de la base de données européenne d’occupation biophysique des sols Corine Land Cover (CLC), est marquée par l'importance des territoires agricoles (52,5 % en 2018), en diminution par rapport à 1990 (53,8 %). La répartition détaillée en 2018 est la suivante : 
forêts (41,5 %), prairies (20,4 %), terres arables (19,9 %), zones agricoles hétérogènes (12,1 %), zones urbanisées (5,2 %), espaces verts artificialisés, non agricoles (0,8 %). L'évolution de l’occupation des sols de la commune et de ses infrastructures peut être observée sur les différentes représentations cartographiques du territoire : la carte de Cassini (XVIIIe siècle), la carte d'état-major (1820-1866) et les cartes ou photos aériennes de l'IGN pour la période actuelle (1950 à aujourd'hui).

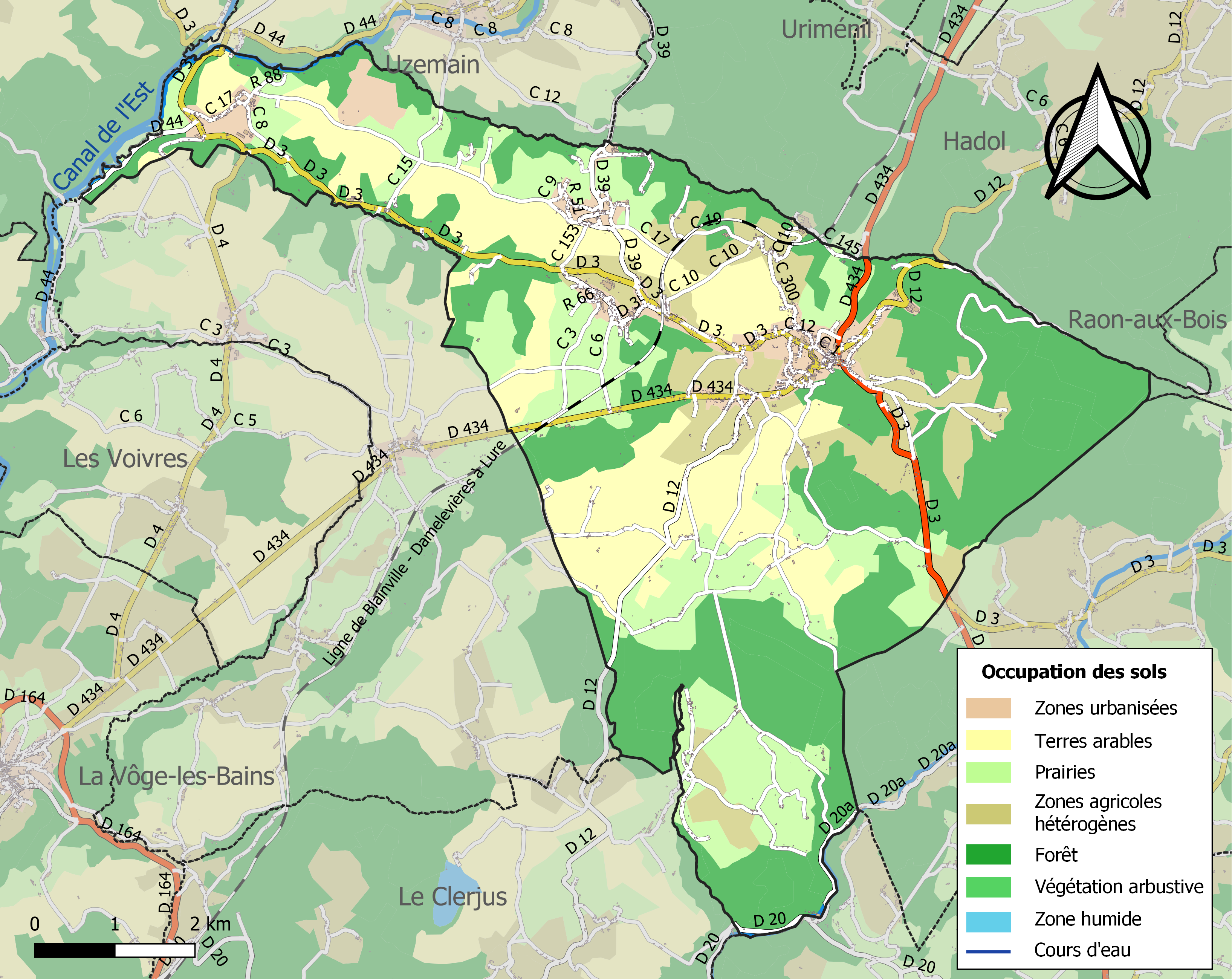
Carte des infrastructures et de l'occupation des sols de la commune en 2018 (CLC).

### Voies de communications et transports

#### Voies routières
Les voies de communication convergent vers le centre, mais l'habitat reste assez dispersé dans les divers hameaux : Moyenpal, Granges, Amerey, la Gare, le Charmois, la Regingotte, le Bozet, le Roulier, les Granges Richard.

#### Transports en commun
- Fluo Grand Est.
- Réseau de bus - Imagine

#### Lignes SNCF
- Gare de Xertigny.
- Gare de Bains-les-Bains.
- Gare d'Arches.
- Gare de Remiremont.

### Risques majeurs

#### Risque sismique
Commune située dans une zone de sismicité moyenne.

## Toponymie
Le nom de la localité est attesté sous les formes Scatiniaco (XIe – XIIe siècle), Eschateingneix (1272), Eschatignei (XIIIe siècle), Scatinheio, (1334), Xartigny (1409)[réf. nécessaire].
Il s'agit d'une formation tardive en -iacum suffixe localisant et déterminant la propriété, précédé du nom de personne germanique Scatto(n).
Au XVIIIe siècle, Xertigny se prononçait Certigny.

## Histoire
Xertigny, Certinium, sur la voie romaine reliant Bains-les-Bains à Baccarat,.
En 730, une religieuse, sainte Walburge, aurait fait jaillir une fontaine ; elle est devenue la patronne de la paroisse.
En 1335, la communauté se dote d'un maire.
La guerre de Trente Ans (1618-1648) fait rage à Xertigny. À Amerey, le nom du lieu-dit les Bombédeyes trouve son origine dans le bombardement d'une maison chemin de la Louvière, tandis que la tradition orale d'Amerey localise un cimetière de soldats suédois au lieu-dit le Pré Malgras.

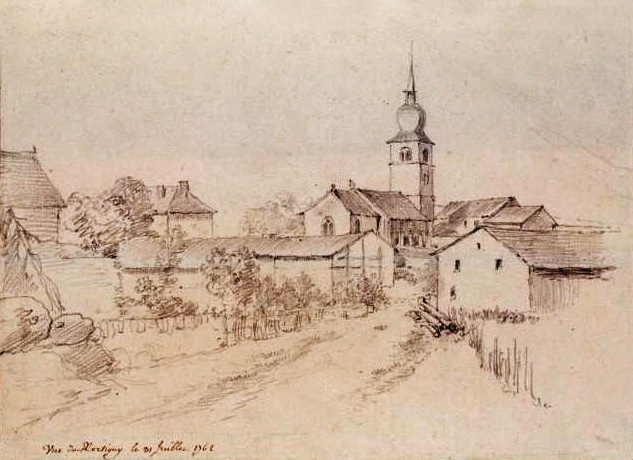
Vue de Xertigny
(Claude-Henri Watelet, 1762).

En 1642, la peste est également la cause d'une mortalité importante. Un grand cimetière est établi en rase campagne, sur le chemin de l'étang des Mottes.
Après la guerre de Trente Ans, Xertigny et Amerey font partie, jusqu'à la Révolution du comté de Fontenoy.
Le 26 février 1790, Xertigny est choisi comme l'un des 60 chefs-lieux de canton des Vosges.
Le 5 mars 1850, Alexis Lallemand, propriétaire des forges d'Uzemain, installe une usine pour l'affinage de la fonte, de la ferraille et l'étirage du fer, dans un terrain qui lui appartient, sur le lit du ruisseau d'Amercy, au lieu-dit les Battants de Rosey.

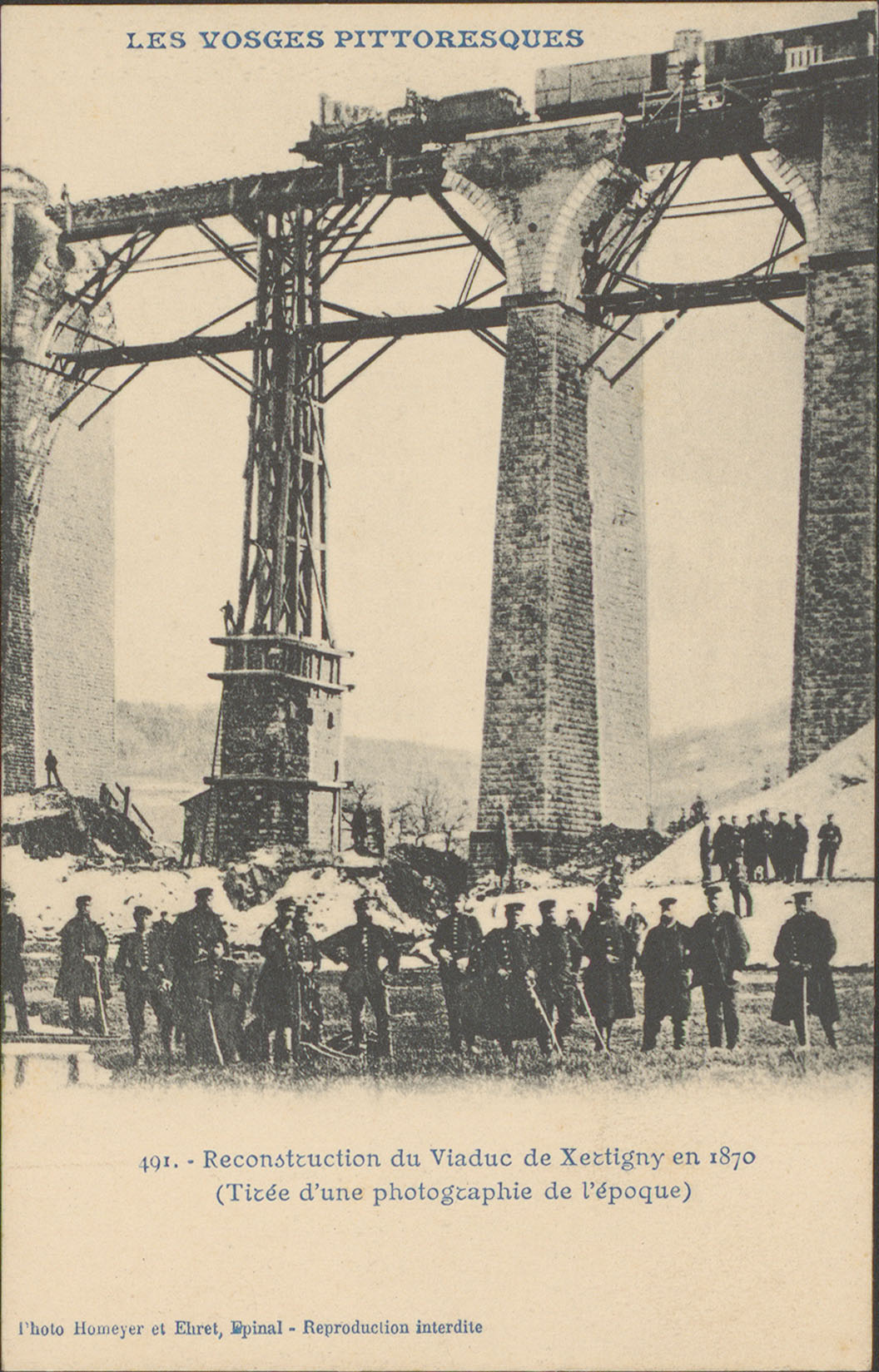
Reconstruction du viaduc de Xertigny en 1870.

En 1865, le jeune Haut-Marnais Victor Champion, venu se fixer au chef-lieu de la Vôge après des études brassicoles à l’école bavaroise de Weihenstephan, fonde la brasserie « La Lorraine » à l'effigie de Jeanne d'Arc. Sa succession revient à son gendre Henri Trivier et la société regroupe à travers la France, cinq brasseries et de nombreuses tavernes et dépôts. Rachetée par la toute puissante brasserie meurthe-et-mosellane de Champigneulles, La Lorraine ferme définitivement ses portes le 30 septembre 1966.

### Bataille de Xertigny (1940)
En juin 1940, de violents combats ont lieu entre les troupes françaises qui résistent au déferlement allemand. Des unités éparses sont réunies sous le commandement de valeureux officiers du 23e Groupe de reconnaissance de corps d'armée (GRCA) dont plusieurs tomberont ou seront blessés (Cdt de Saint-Sernin, Capitaine Raymond Rogier, Lieutenant Warnier entre autres). Une rue de la commune porte désormais le nom de Commandant Saint-Sernin.
La défense est formée de cavaliers du 20e Régiment de Dragons de Limoges auquel s'ajoute, des cavaliers et des mitrailleurs du 55e BMM (Bataillon de Mitrailleur Motorisés) formé à Fontainebleau appuyé par une batterie de 75 du 26e RAD (Régiment d’Artillerie Divisionnaire).

### Époque récente
En mai 1982, un spectaculaire accident ferroviaire survient au viaduc de Granges. À la suite d'une collision avec un véhicule de travaux, un train tombe du viaduc.
Le 31 mars 2025, un prêtre et une habitante sont assassinés à coups de pierres en pleine rue par un marginal.

## Politique et administration

### Liste des maires
| Période   | Période   | Identité                                         | Étiquette    | Qualité |
| --------- | --------- | ------------------------------------------------ | ------------ | --- |
| 1943      | 1950      | Georges Colnot                                   |              | |
| 1950      | 1952      | Marius Becker                                    |              | |
| 1952      | 1959      | Jules Bougel                                     |              | |
| 1959      | 1973      | Jean-François Dupré                              | UNR puis DVD | Avocat Conseiller général du Canton de Xertigny (1955 → 1973) |
| 1973      | mars 1989 | Michel Bidaud                                    | DVD          | Vétérinaire Conseiller général du Canton de Xertigny (1973 → 1985) |
| mars 1989 | mars 2001 | Marc Boullée                                     | DVG          | Contrôleur de Travaux Publics d'État |
| mars 2001 | En cours  | Véronique Marcot Réélue pour le mandat 2020-2026 | DVD-UDI      | Cadre de Direction Conseillère départementale du Canton du Val-d'Ajol (2015 → ) 7e Vice-Présidente du Conseil départemental des Vosges (2015 → ) Vice-Présidente de la C2VRM (2008 → 2016) 2e Vice-Présidente de la CA d'Épinal (2017 → ) |

### Budget et fiscalité 2022

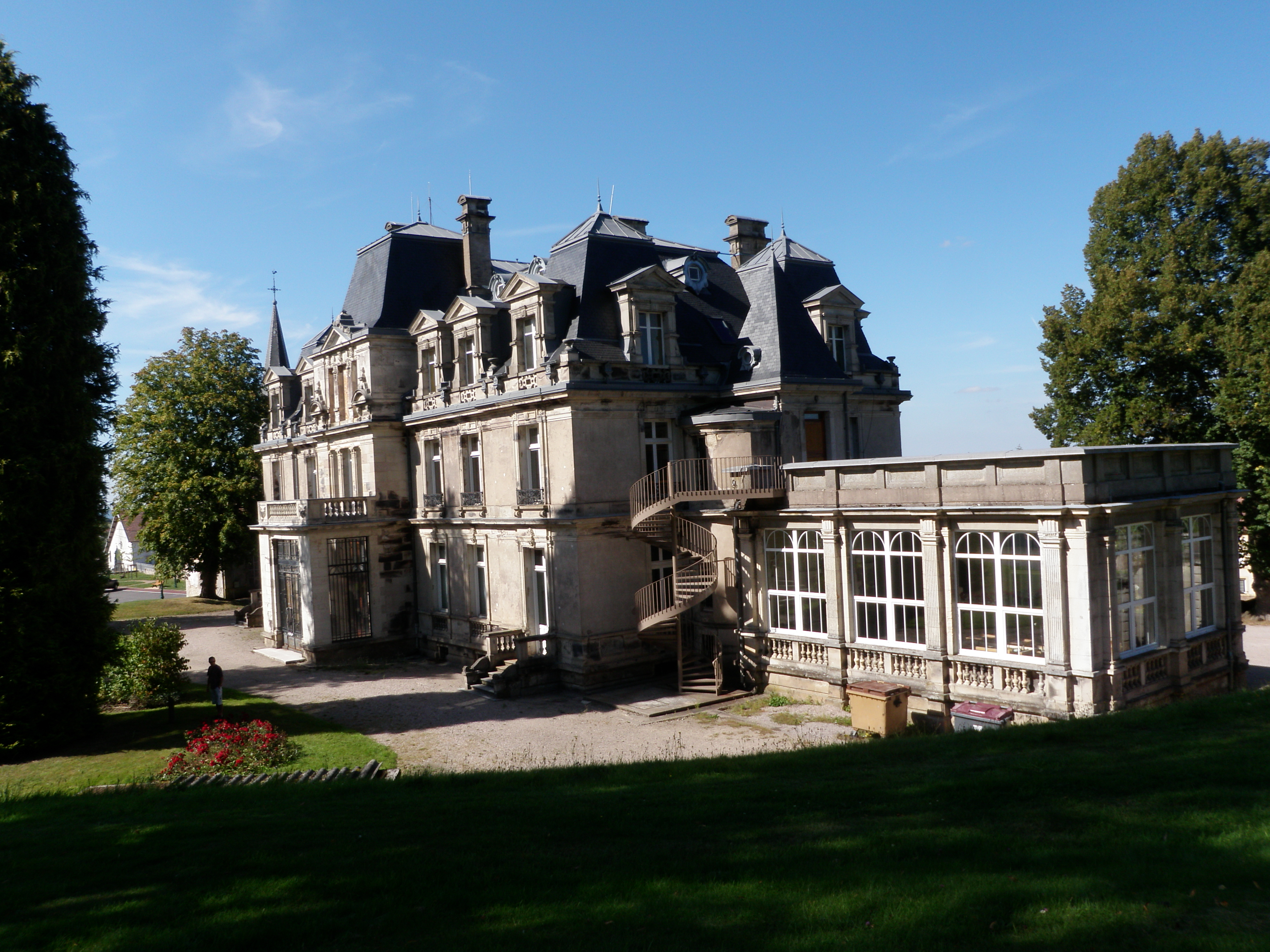
Château des Brasseurs, mairie.

En 2022, le budget de la commune était constitué ainsi :
- total des produits de fonctionnement : 2 835 000 €, soit 1 076 € par habitant ;
- total des charges de fonctionnement : 2 171 000 €, soit 824 € par habitant ;
- total des ressources d'investissement : 1 973 000 €, soit 749 € par habitant ;
- total des emplois d'investissement : 1 141 000 €, soit 433 € par habitant ;
- endettement : 1 580 000 €, soit 600 € par habitant.

Avec les taux de fiscalité suivants :
- taxe d'habitation : 9,23 % ;
- taxe foncière sur les propriétés bâties : 42,01 % ;
- taxe foncière sur les propriétés non bâties : 18,29 % ;
- taxe additionnelle à la taxe foncière sur les propriétés non bâties : 0,00 % ;
- cotisation foncière des entreprises : 0,00 %.

Chiffres clés Revenus et pauvreté des ménages en 2021 : médiane en 2021 du revenu disponible, par unité de consommation : 20 540 €.

### Jumelages
La commune de Xertigny est jumelée avec :
- Lauf (Allemagne) depuis 1993.

La localité est jumelée depuis 1993 avec Lauf (Bade-Wurtemberg), cité allemande située dans l'arrondissement de l'Ortenau, en Forêt-Noire. Mais ce jumelage, malgré diverses rencontres, est actuellement en sommeil depuis 2012.

## Population et société

### Démographie

#### Évolution démographique
L'évolution du nombre d'habitants est connue à travers les recensements de la population effectués dans la commune depuis 1793. Pour les communes de moins de 10 000 habitants, une enquête de recensement portant sur toute la population est réalisée tous les cinq ans, les populations de référence des années intermédiaires étant quant à elles estimées par interpolation ou extrapolation. Pour la commune, le premier recensement exhaustif entrant dans le cadre du nouveau dispositif a été réalisé en 2004.

En 2022, la commune comptait 2 572 habitants, en évolution de −2,13 % par rapport à 2016 (Vosges : −2,96 %, France hors Mayotte : +2,11 %).
| 1793  | 1800  | 1806  | 1821  | 1831  | 1836  | 1841  | 1846  | 1856  |
| ----- | ----- | ----- | ----- | ----- | ----- | ----- | ----- | ----- |
| 2 466 | 2 652 | 2 783 | 3 134 | 3 223 | 3 578 | 3 762 | 3 871 | 3 680 |

| 1861  | 1866  | 1872  | 1876  | 1881  | 1886  | 1891  | 1896  | 1901  |
| ----- | ----- | ----- | ----- | ----- | ----- | ----- | ----- | ----- |
| 3 992 | 3 903 | 3 860 | 3 924 | 3 825 | 3 734 | 3 581 | 3 588 | 3 525 |

| 1906  | 1911  | 1921  | 1926  | 1931  | 1936  | 1946  | 1954  | 1962  |
| ----- | ----- | ----- | ----- | ----- | ----- | ----- | ----- | ----- |
| 3 456 | 3 462 | 3 205 | 3 008 | 3 039 | 2 923 | 3 015 | 3 065 | 3 280 |

| 1968  | 1975  | 1982  | 1990  | 1999  | 2004  | 2006  | 2009  | 2014  |
| ----- | ----- | ----- | ----- | ----- | ----- | ----- | ----- | ----- |
| 3 224 | 3 075 | 3 190 | 2 971 | 2 810 | 2 822 | 2 809 | 2 768 | 2 650 |

| 2019  | 2022  | - | - | - | - | - | - | - |
| ----- | ----- | - | - | - | - | - | - | - |
| 2 586 | 2 572 | - | - | - | - | - | - | - |

### Enseignement
Établissements d'enseignements :
- Écoles Maternelle et Élémentaire du Centre[43],[44],
- Collège Camille Claudel,
- Lycées à Epinal ou Remiremont / Filière Professionnelle sur Bains-les-Bains

### Santé
Professionnels de santé :
- Maison de Santé[45].
- Cabinets Indépendants
- Xertigny est à mi-chemin entre le centre hospitalier Émile-Durkheim d'Épinal et le centre hospitalier de Remiremont.

### Cultes
Culte catholique, Communauté de Paroisses de Xertigny, Diocèse de Saint-Dié.

### Manifestations culturelles et festivités
- Auparavant, une Fête des Pissenlits était organisée par la Confrérie des Gousteurs des Produits du Pissenlit[47].
- Chaque année, depuis 2015, le Festival Xerpils - Musik Fabrik est organisé en Octobre par la commune avec des concerts à la Salle Polyvalente le Vendredi et le week-end un Marché du Terroir avec des brasseurs et des producteurs locaux, accompagnés d'une succession de groupes sur la scène installée sous un chapiteau, Place de la Brasserie.

### Politique environnementale
- Ville Fleurie : la commune est récompensée par trois fleurs au palmarès 2007 du concours des villes et villages fleuris[48].

## Économie

### Entreprises et commerces

#### Agriculture et pisciculture
- Comice agricole de Xertigny[49].
- Élevages de bovins[50].
- Pisciculture[51].
- Crus de rhubarbe des Vosges[52].

#### Tourisme
- Bureau d'Information Touristique[53].
- Château des Brasseurs[54]
- Arboretum dans le Parc du Château
- Cascade du Gué du Saut
- Gîtes[55].

#### Commerces
- Commerces de proximité[56].
- Patrimoine industriel :
  - Laminoir dit Forge Neuve[57], enquête thématique régionale (ancienne métallurgie vosgienne) ; patrimoine industriel,
  - Usine métallurgique dite Forge de Semouse puis Société de Pruines, puis scierie[58].
- La maire Véronique Marcot est intervenante d'une émission sur l'industrie modernisée du bois sur LCP/Public Sénat, diffusée le dimanche 14 février 2016[59].

## Culture locale et patrimoine

### Lieux et monuments

#### Xertigny centre
- Église Sainte-Walburge

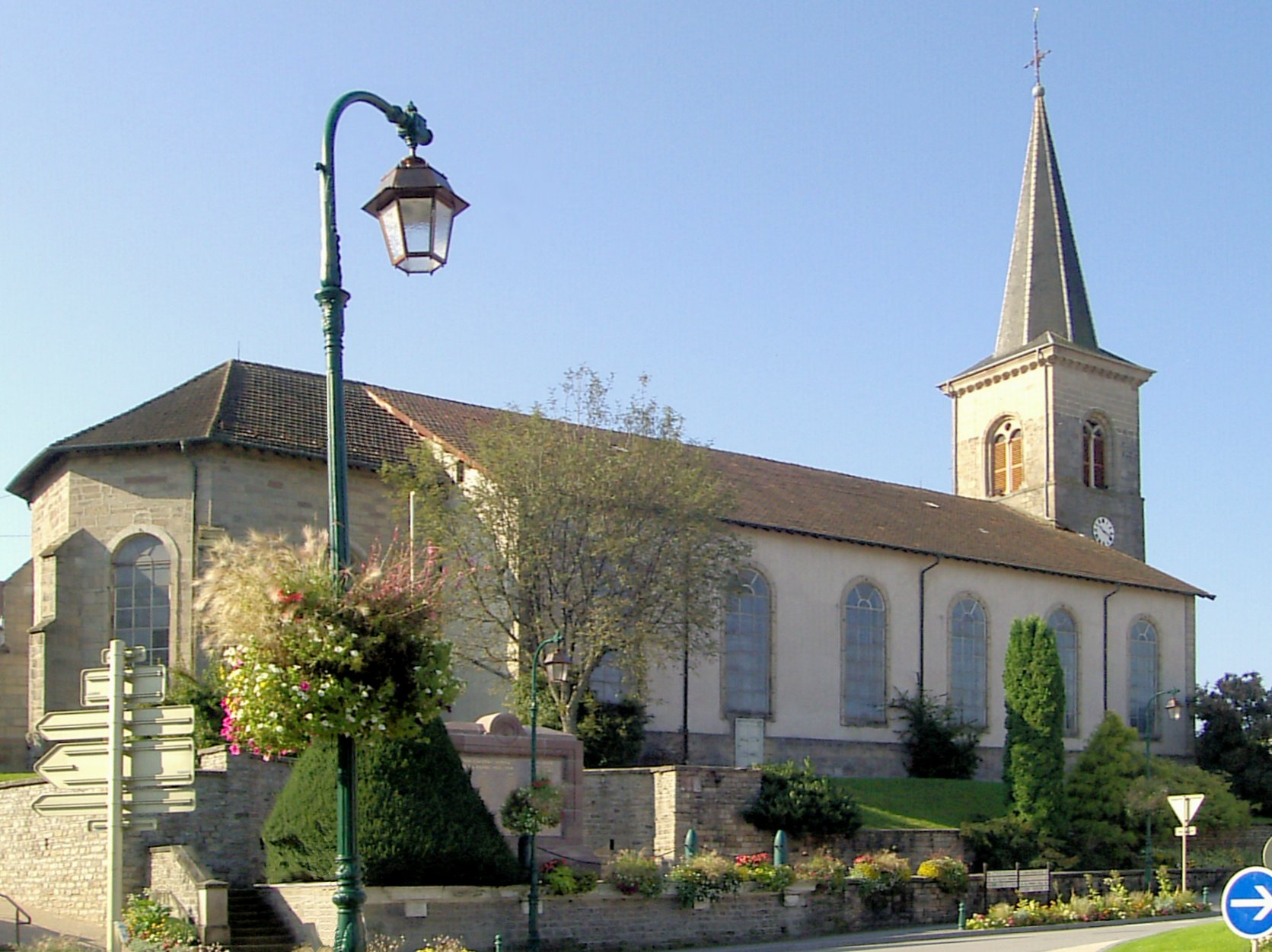
L'église Sainte-Walburge.

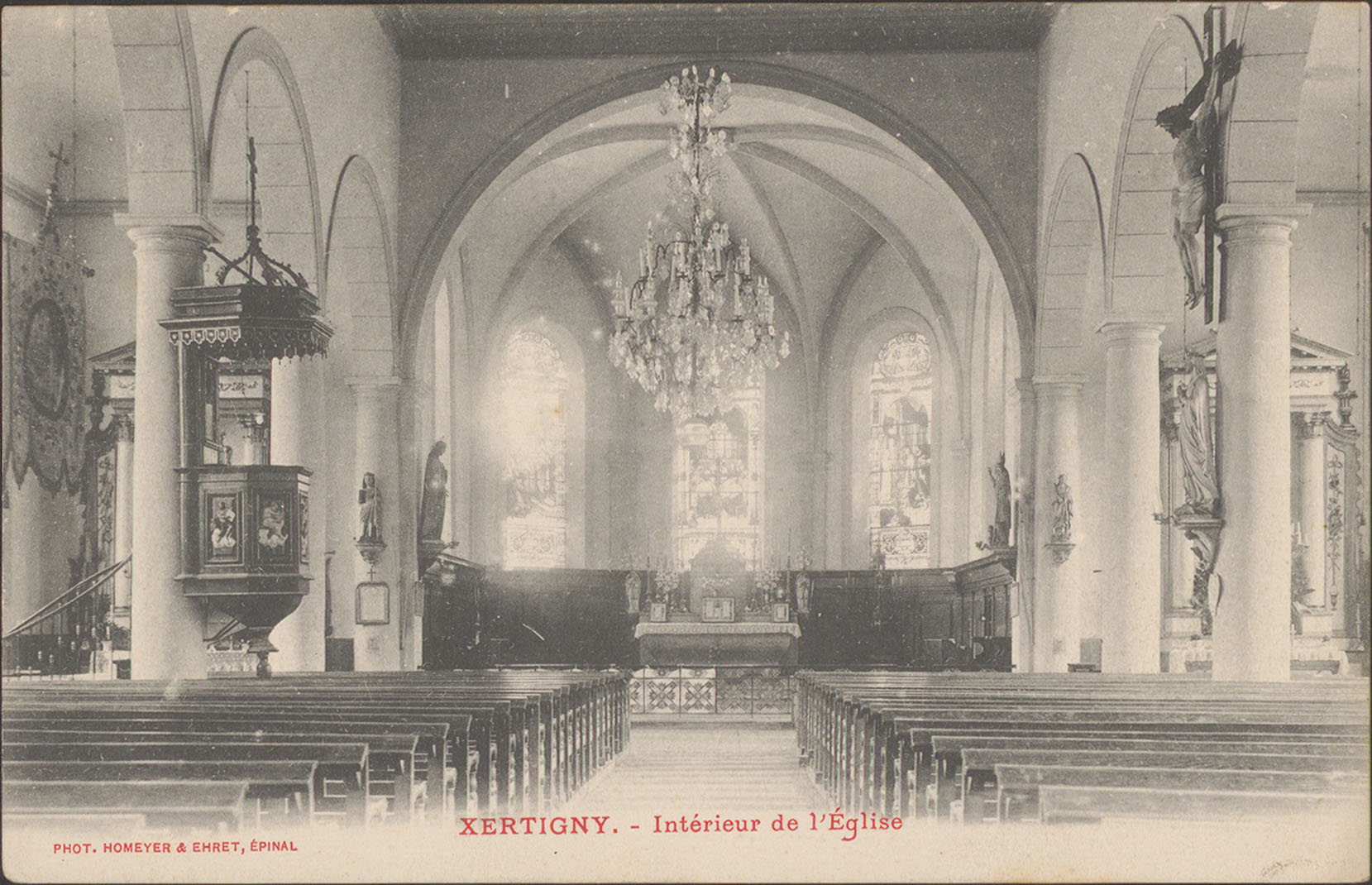
Intérieur de l'église.

D'après la légende, sainte-Walburge aurait laissé une pelote de laine se dérouler et aurait construit l'édifice à l'endroit où celle-ci aurait terminé sa route. L'église incendiée durant l'offensive allemande en 1940 est reconstruite après la guerre en 1951.
Elle possède huit vitraux de Gabriel Loire, représentant les saints vosgiens. Son clocher comporte sept cloches de différentes tailles qui ont chacune un parrain et une marraine ; la plus grande d'entre elles est Sainte Walburge et la plus petite sainte Thérèse. L'orgue est de 1948,,.
- Hôtel de ville

Il occupe le château des Brasseurs (XIXe siècle) depuis 1981. Il a été construit par le brasseur Victor Champion sur les fondations de l’ancien presbytère de l’Orémus. C'est un château de style Renaissance ; les plans sont de l’architecte des beaux-arts, François Clasquin.
À l'arrière, un vaste parc abrite un arboretum, des étangs et une aire de pique-nique (la faisanderie).
- Monument aux morts

Le monument aux morts de Xertigny,, construit en granit, se situe en contrebas de l'église. Il est décoré de Croix de guerre et entouré d'obus. On peut y lire "À NOS ENFANTS MORTS POUR LA PATRIE 1914 1919" et "À NOS HÉROS 1939 1945"
- Fontaines

La grande fontaine, située dans l'angle aigu formé par la rue du canton de Firminy et la rue Colonel-Sérot, a une  forme en V. La pointe est occupée par la colonne de jet et les deux bassins sont équipés de trois pierres à laver.
La fontaine Michel-Bidaud porte le nom de l'ancien maire de Xertigny de 1973 à 1989. Elle est située place Michel-Bidaud devant l'entrée automobile du château.

#### Vallée de la Semouse
- Château de Semouse

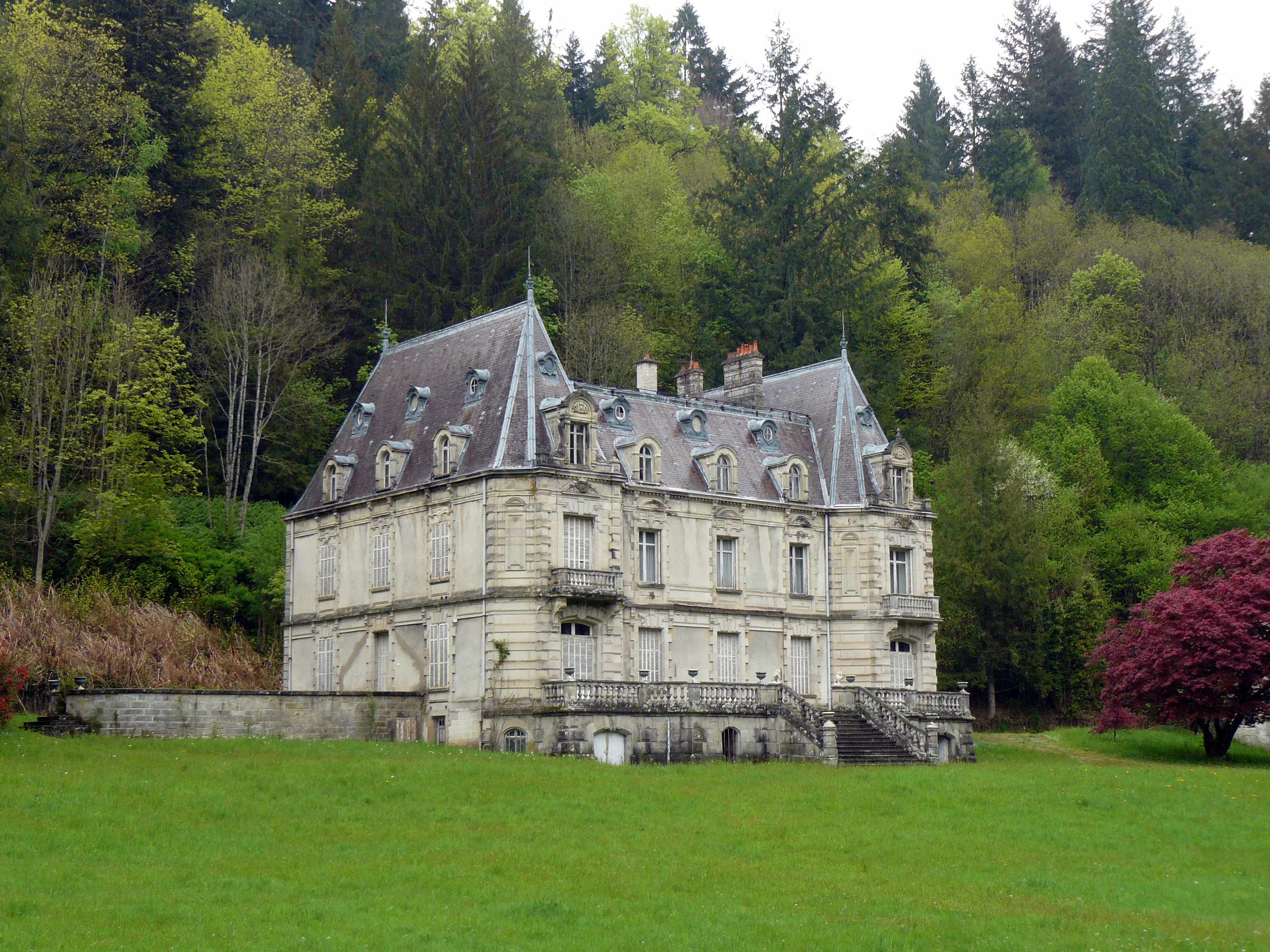
Château de Semouse.

Le château de Semouse (XIXe siècle), au hameau de la Forge de Semouse, est construit par Victor de Pruines en style néo-Renaissance.
- Patrimoine industriel

L'usine métallurgique dite Forge de Semouse puis Société de Pruines, puis scierie.
Laminoir dit Forge Neuve.
- Cascade du Gué du Saut

La cascade est située sur le ruisseau du Rechentreux, un affluent de la Semouse.

#### Autres lieux
- Le viaduc ferroviaire au Moulin de la Jacoque
- La gare de Xertigny est mise en service en 1863 par la Compagnie des chemins de fer de l'Est.

### Personnalités liées à la commune
Nées à Xertigny

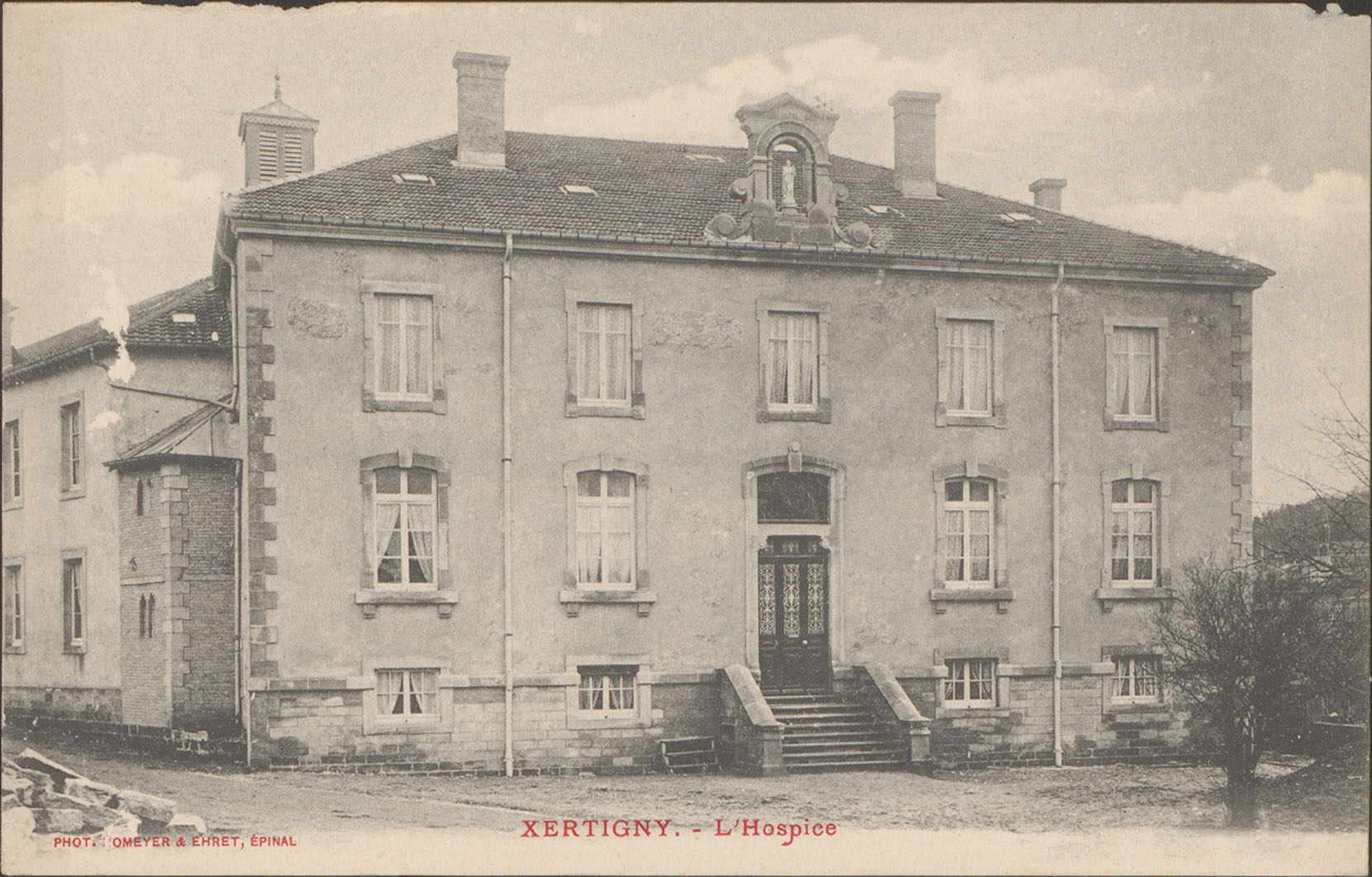
L'hospice.

- Jean-Georges Didier (dit « Jaugeot »). Prêtre. (né le 7 juillet 1822, Xertigny, mort le 9 février 1896, Xertigny). Il fut ordonné le 5 juin 1852. Son entrée au séminaire de Versailles, est tardive. Son ordination a lieu en région parisienne, car l’évêché de Versailles est très pauvre en vocations sacerdotales. Aussi, l’évêque de ce diocèse fait appel aux séminaristes vosgiens pour étoffer ses ministères. Prêtre éclectique, sa vie est fertile en événements et surtout semée d’embûches. Curé de Saint-Lambert (Versailles) durant vingt-huit ans, il revient dans les Vosges à la paroisse de Domèvre-sur-Avière en 1880, puis à Ainvelle en 1892. Xertigny lui doit la première idée de son hospice Saint-André, la construction d’une école et l’église Sainte-Marie des Aulnouzes situé au Molieu près de La Chapelle-aux-Bois, commencée et continuée parmi les plus grandes tribulations ; l’abbé Didier n’ayant pas de permis de construire et surtout l’autorisation de l’évêché vosgien[32].
- Le général Marie François Ganeval, né le 29 septembre 1853[74], chef de la 62e division d'infanterie (France), général tué à la bataille de Sedd-Ul-Bahr lors de la bataille des Dardanelles en 1915.
- Henri Martin, directeur d'école, défenseur de la place d'Epinal en 1940 et écrivain[75].
- André Sérot (né le 24 juillet 1896, Xertigny - mort le 17 septembre 1948, Jérusalem, Israël) : militaire. Le colonel Sérot avait une devise « Servir sans se servir ». Ceci caractérisait bien ce militaire mort pour la paix en Terre Sainte au lendemain de la Seconde Guerre mondiale. Son épouse née Berthe Grünfelder (1898-1971) est arrêtée le 23 juin 1943 par la Gestapo de Clermont-Ferrand puis déportée en Allemagne à Ravensbrück. Elle sera libérée par le comte Folke Bernadotte. Engagé volontaire en 1914, André Sérot passe à l’aviation et durant la « drôle de guerre » accomplit des missions suicides sur le sol allemand. Il connaît six langues, aura dix-huit noms d’emprunt, le crâne rasé et la nuque prussienne. Médiateur des Nations unies à la Libération, il est assassiné à Jérusalem aux côtés du Suédois Folke Bernadotte par le groupe STERN (ou Lehi groupe choc de la Hagana dont le chef était Menahem Begin). Le corps de ce grand chrétien repose au cimetière de Xertigny après avoir eu des obsèques nationales tant aux Invalides à Paris que dans sa ville natale.
- Philippe Lacroix, chef cuisinier du Lido à Paris[76] et parrain des dîners insolites du patrimoine[77].

Ayant participé à la vie de la commune
- Victor Champion, brasseur. (né le 4 février 1839 à Pressigny, Haute-Marne - mort le 22 juin 1891, Xertigny) Fondateur en 1890 à Xertigny de la brasserie La Lorraine à l’effigie de Jeanne d’Arc. Cet établissement se lance dans la commercialisation de bières, d’eaux, de liqueurs et spiritueux, portant le nom de Pilsen Ale, Cristal Château, Hicherelle ou Mousquetaire. Destiné à reprendre une petite brasserie à Monthureux-sur-Saône appartenant à son oncle Nestor Virey, ce fils d’agriculteur étudie l’art brassicole en Allemagne en l’école de la brasserie Weihenstephan à Freisning près de Munich en Bavière. Cette école étant considérée à cette époque comme la plus importante au monde. Victor Champion s’y familiarise avec le procédé bavarois de fermentation basse, puis après divers stages, il vient pratiquer son métier à Xertigny à la brasserie de La Cense avant de racheter l’usine Thirion qui périclite au centre-ville. À la fin du XIXe siècle, La Lorraine jouit d’une renommée internationale, primée aux différentes Expositions universelles. À son décès, sa succession revient à son gendre Henri Trivier, originaire de Dijon, qui épouse sa fille Berthe. Il est inhumé dans la chapelle familiale, au cimetière de Xertigny. Il était grand-père de quatre petits-enfants, Marguerite, Pierre, Alice et Jean[29].
- Léon Didier, chimiste-photographe. (né le 24 juin 1866 à Dompaire - mort le 25 septembre 1944 à Xertigny) Pionnier de la photographie couleur, Léon Didier dit « Jolo », résidant à Xertigny sur la place des Tilleuls, a participé avec succès aux recherches de la photographie couleur. Dès 1895, ayant quitté l’instruction publique, il est en contact avec de nombreux laboratoires. Quatre ans après, il prend un premier brevet en vue de l’obtention de photographies en couleurs sur papier, d’après les trois clichés de la sélection trichrome. Ces méthodes furent surtout étudiées à la maison Geisler à Raon-l'Étape. En 1904, il fait breveter son procédé mais la France ne possédant pas alors d’industrie de la chimie des colorants, il doit aller poursuivre ses recherches en Allemagne dans les ateliers de la Farben où le réputé docteur Koenig reconnaît officiellement ses prépondérantes découvertes. Léon Didier sera ensuite à la tête d’un laboratoire à Paris et en Suisse à Zurich. Il est inhumé au cimetière de Xertigny. Toutefois, à l’instar de son homonyme, l’abbé Jean-Georges Didier, la municipalité du chef-lieu de la Vôge décide d’abandonner sa tombe au cours de l’année 2006, et d’oublier définitivement son illustre compatriote.
- Henri Trivier, brasseur[78]. (né le 19 avril 1862, Dijon, Côte-d'Or - mort le 26 décembre 1937, Xertigny). Fils unique d’Émile Trivier et de Justine Carré, propriétaires d’une importante brasserie dijonnaise sous l’appellation Trivier-Carré, il poursuit de brillantes études qui le mènent au baccalauréat, puis dans le secteur de la chimie. Toutefois il veut entrer à l’École polytechnique mais il obéit à son père qui l’oriente vers la très réputée école de brasserie austro-hongroise de Mödlung. La suite de ses études brassicoles est dirigée en Bavière à la brasserie de Weihenstephan en Allemagne puis à celle de Carlsberg. Au décès de son père, il hérite des biens familiaux et se fixe momentanément en Bourgogne. Jeune diplômé, Henri Trivier trouve fortuitement le bonheur dans les Vosges à Xertigny où il s’installe et collabore  avec Victor Champion. Deux ans plus tard, il prend pour épouse Berthe, la seconde fille du brasseur local (1887). Au décès de son beau-père (1891), il assure seul la direction de l’établissement qu’il maintient pendant les trente années qui suivent, au rang des premières brasseries de la région Est de la France. En 1921, la firme Trivier-Champion devient une société anonyme. La bière de Xertigny La Lorraine, jouit dans tout l’Hexagone et dans les colonies française, d’une réputation ancienne. Celle-ci est maintes fois consacrée par les plus hautes récompenses aux diverses expositions. Quand Henri Trivier disparaît, ses trois enfants Pierre, Alice et Jean, perpétuent la dynastie. Il repose dans la chapelle familiale au cimetière communal[29].
- Bertrand Munier (écrivain).

### Héraldique
| Blason | Blasonnement : D'or à la bande de gueules chargée de trois anilles d'argent. Commentaires : ce blason a été retenu en novembre 1957, avec l'aval de MM. Blaudez et Mathieu, héraldistes spinaliens. Il reprend le blason lorrain dont les alérions sont remplacés par des anilles qui représentent l'initiale X du nom de la commune,. |

## Pour approfondir